# 比亞努埃瓦 (新墨西哥州)
比亞努埃瓦（英語：Villanueva）是位於美國新墨西哥州聖米格爾縣的普查規定居民點。

## 人口
根據2020年美國人口普查的數據，比亞努埃瓦的面積為18.79平方千米，皆為陸地。當地共有人口234人，而人口密度為每平方千米12.45人。